# Planet Hope
Planet Hope es un programa dirigido a la población juvenil de Puerto Rico y otras áreas. Su meta es alcanzar a otras personas, especialmente a los jóvenes, y enseñarles acerca de diversos aspectos de la vida, incluyendo—como establecen las doctrinas de la Iglesia Adventista del Séptimo Día—aspectos relacionados con las enseñanzas espirituales y religiosas de Dios y la Biblia. El método principal utilizado para alcanzar a otros es hacer más interesante la sociedad de jóvenes o reunión a través del uso de modos de vida contemporáneos como guías.

## Historia
El ministerio comenzó el 26 de octubre de 2003. En ese momento, las sociedades juveniles y reuniones estaban comenzando a evaporarse y a ser olvidadas por los propios jóvenes. Es por esto que un grupo de jóvenes en la iglesia adventista de Litheda comenzó a elaborar y organizar un programa que pudiera mantener las reuniones y sociedades corriendo y llenas de gente cada noche. Crearon la idea de un programa con diferentes secciones, cada una de ellas sustentadas por un tema. La idea era ofrecerles a los jóvenes una oportunidad de elaborar y presentar cada programa para las sociedades. Debido a la diferencia entre el antiguo método de hacer programas y esta nueva idea completa, inventaron el nombre Planet Hope. Al principio, la iglesia local y la conferencia de los Adventistas del Séptimo Día del Este de Puerto Rico no lo reconocían como parte de la iglesia, pero aceptaron el programa, dándole entre tres a seis meses de probatoria. El programa fue completamente aceptado para mayo de 2004 y fue convertido en un ministerio, parte de la iglesia de Litheda, trabajando del lado del departamento de jóvenes de la iglesia. Desde sus comienzos, el programa del ministerio ha sido exitoso, atrayendo a más y más personas para Dios. 

## Propósitos y Objetivos
Sus propósitos y objetivos primordiales son crear un ambiente y programa adaptado a las necesidades y los gustos de la juventud, mientras desarrollan una relación especial con Dios, provocando en ellos el deseo de traer más personas, usando y desarrollando los talentos de cada uno de ellos. Los objetivos principales son crear líderes, proveer espacio para el crecimiento de sus talentos y habilidades, establecer un centro de evangelismo juvenil y desarrollar nuevos lazos de amistad con otras personas.

## Método de Trabajo
El ministerio tuvo la idea de que, debido a los constantes y dinámicos medios y los avances en la tecnología a los que la población juvenil está expuesta, han aprendido a adaptarse naturalmente al proceso de información rápida. De modo que establecieron una meta: ofrecer las enseñanzas y el amor de Dios lo suficientemente rápido para sus capacidades de razonamiento sin comprometer las doctrinas y principios de la iglesia adventista. El programa usa tecnología moderna, tal como computadoras, proyectores y efectos audiovisuales para mejorar y reforzar el programa, haciéndolo más dinámico e interactivo. El programa también tiene un grupo de alabanza y adoración y una banda, la cual cumple con un parte muy importante del programa.